# Lakena
Lakena (vereinzelt Lakina) ist die zweitgrößte Insel des Nanumea-Atolls im südpazifischen Inselstaat Tuvalu. Sie ist zugleich die nördlichste Insel von Tuvalu. Lakena ist 1,24 Quadratkilometer groß. Hauptort ist der im Süden gelegene Ort Lakena.
Die bewaldete Insel liegt fünf Kilometer nordwestlich der Hauptinsel Nanumea, ist 2,25 Kilometer lang und im Durchschnitt 560 Meter breit. Im Südosten der Insel befindet sich eine seltene Süßwasserlinse (tuvaluisch Tekoko, deutsch etwa Bad), bei der Sumpf-Taro (Cyrtosperma merkusii) (tuvaluisch pulaka) angebaut wird. Dieser bildet die Hauptquelle für Kohlenhydrate auf dem Nanumea-Atoll.